# Aschersonia aleyrodis
Aschersonia aleyrodis är en svampart som beskrevs av Webber 1897. Aschersonia aleyrodis ingår i släktet Aschersonia och familjen Clavicipitaceae.   Inga underarter finns listade i Catalogue of Life.